# 坎伯韦尔
坎伯韦尔是英格兰伦敦萨瑟克区的一个地名，位於查令十字東南 4.5 公里處。該名字源自於古英語中「不列顛的井」的意思。該區保存了不少喬治時代的的建筑。
坎伯韋爾最初是一個與聖吉爾斯教堂（St Giles' Church）及一塊公地相鄰的村莊，今天的鵝綠地（Goose Green）就是該公地的遺存。早期坎伯韋爾民政教區包括鄰近的村鎮佩卡姆、達利奇、南海德和赫恩山的一部分（赫恩山的其餘部分位於蘭貝斯堂區）。在 1889 年之前，該區是薩里郡的一部分。 1900 年，該區成為倫敦郡的坎伯韋爾都會區。
1965 年，坎伯韋爾都會區的大部分地區被併入南華克區。 在西部，西達利奇和赫恩山的一部分現屬於蘭貝斯區。
現在稱為坎伯韋爾的地方面積比當初的坎伯韋爾堂區小得多。坎伯韋爾北部與沃爾沃思接壤；南邊是東達利奇和赫恩山；西邊是肯寧頓；東邊是佩卡姆。

## 歷史
於1086年完成的末日審判書中，坎伯韋爾的拼寫為Cambrewelle。 這個名字可能源自古英語 Cumberwell 或 Comberwell，意思是「不列顛人的井」，指的是盎格魯撒克遜人統治地區中剩餘的凱爾特居民。另一種理論認為，這個名字可能意味著“瘸子井”，當時來自倫敦市的人在患有麻風等傳染病時會被驅逐至此，並透過教堂及當地乾淨、幫助痊癒的井水進行治療，因此當地逐漸發展成村鎮。丹麥山南坡（尤其是樹叢公園周圍）曾經有泉水和水井。
當時坎伯韋爾已經是設有教堂的顯著聚居地，其教堂堂區更覆蓋達利奇和佩卡姆等大片地區。末日審判書中，坎伯韋爾由（肯特郡）治安官海默（Haimo）持有。他的資產包括：約 750 英畝或 300 公頃的土地； 1 座教堂、8 塊犁地、63 英畝（25 公頃）的草地和價值為 60 頭豬的林地。資產總值為 14 英鎊。直到 19 世紀中葉，坎伯韋爾因其田園般的寧靜和具療養功效的泉水而受到倫敦人的青睞。與倫敦南部大部分地區一樣，坎伯韋爾因 1860 年代鐵路的到來而發生了翻天覆地的變化。坎伯韋爾綠地曾經是一個傳統的鄉村綠地，每年舉辦一次集市，歷史悠久，可與格林威治媲美；現在它只是一塊非常小的公地。

### 地方政府
坎伯韋爾聖吉爾斯是薩里郡布里克斯頓區的一個古老堂區，後來成為民政教區的名字。該民政教區在 1831 年佔地 4,570 英畝（1,850 公頃），分為東部的佩卡姆自由區、坎伯韋爾本部和西南的達利奇村鎮。民政教區在南部逐漸收窄，南端頂點位於現時的水晶宮地區。 1801 年，民政教區的人口為 7,059 人，到 1851 年已上升到 54,667 人。1829 年，它被劃入大都會警區。1855 年，它被劃入大都會工程委員會的職責範圍。 1889 年，該委員會被倫敦郡議會取代，坎伯韋爾在行政上從薩里撤出，成為倫敦郡的一部分。
1900年，坎伯韋爾民政教區成為坎伯韋爾都會區。1965年，坎伯韋爾都會區被廢除，其原區域東部成為大倫敦南華克區的南部，西部則被併入相鄰的蘭貝斯區。

## 重要建築

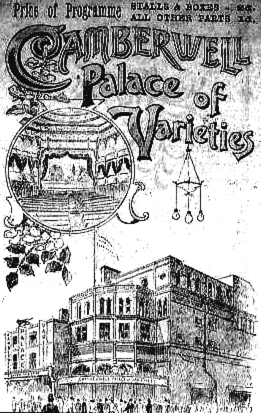
1900年一張坎伯韋爾宮海報

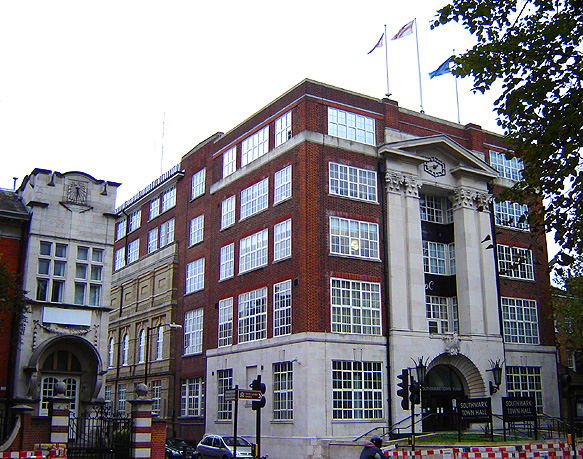
前南華克區政廳

坎伯韋爾擁有不少保存相對完好喬治時代建築。此外，當地亦有不少20世紀落成的房屋，包括許多公寓大廈。 坎伯韋爾樹叢路、樹叢里（Grove Lane）和阿丁頓廣場（Addington Square）擁有倫敦一些最優雅且保存完好的喬治時代風格房屋。
救世軍的卜威廉紀念訓練學院由賈萊斯·吉爾伯特·斯科特設計，於 1932 年完工：它聳立在丹麥山，俯視倫敦南部。由於在建造過程中反覆遭削減預算，學院建築較原設計簡潔。雖然如此，它與斯科特在當地的其他建築、巴特西發電站和泰特現代藝術館一樣令人印象深刻。它建築中的細節，包括窗戶周圍雕刻的哥特式石雕，都是斯科特所設計。坎伯韋爾是倫敦其中一間最大的教學醫院：國王學院醫院和相關醫學院蓋伊國王和聖托馬斯 (GKT) 醫學院的所在地。莫茲利醫院 (Maudsley Hospital) 是一家國際知名的精神病醫院，與精神醫學、心理學及神經科學研究院一樣位於坎伯韋爾。
坎伯韋爾早期的音樂廳位於英式酒吧的後廳。其中於1853 年開業的「紅帽神父」（Father Redcap）今日仍位於坎伯韋爾綠地旁，但內部裝修已被大幅變更。 1896 年，丹·萊諾公司在丹麥山開設了「東方百藝宮」（Oriental Palace of Varieties）。這成功的音樂廳很快被一個新劇院所取代。該劇院由 Ernest A.E. Woodrow 設計，可容納 1,553 人，於 1899 年被命名為「坎伯韋爾宮」。 1908 年，建築師 Lewen Sharp 為劇院進行擴展。 1912 年，劇院已在放映電影，作為綜藝節目的一部分。 1932 年 9 月劇院成為聯合英國電影院（Associated British Cinemas，簡稱ABC）旗下的電影院—常被稱為「皇宮電影院」。它於 1943 年作為綜藝劇院重新開放，但於 1956 年 4 月 28 日關閉並被拆除。
附近以俄耳甫斯街為標誌的是「大都會劇院和歌劇院」，提供西區演出的轉播。它在 1939 年被拆除以建造奧迪安（Odeon）電影院。該電影院可容納 2,470 人，此後被拆除。 [20]第二家 ABC 電影院於 1940 年開業，最初被稱為 「皇家電影院」，後來被稱為 ABC坎伯韋爾。這家電影院只有一個屏幕，但有 2,470 個座位，是倫敦郊區最大的電影院之一。它一直運營到 1973 年，之後直到 2010 年 2 月，它一直被用作賓果遊戲廳。該建築保留了其裝飾藝術風格，並被列為二級登錄建築。
2015年，坎伯韋爾聖心教堂被列為英格蘭國家遺產名錄中的二級登錄建築。該教堂是羅馬天主教教堂。 前南華克區政廳則於 1934 年完工，並曾於1934至2009年先後成為倫敦郡坎伯韋爾區及大倫敦南華克區的區政廳。

## 交通
一戰前，坎伯韋爾曾擁有三座鐵路站，包括丹麥山、坎伯韋爾門（鄰近沃爾沃思）及坎伯韋爾新路站。坎伯韋爾門及坎伯韋爾新路站均於1916年關閉，之後沒有重開。
1930年代起，倫敦地鐵曾至少三次規劃將貝克盧線延伸至坎伯韋爾。2014年9月，倫敦交通局曾就貝克盧線延伸展開公眾諮詢。諮詢方案包括了3個選項：
- 選項1a：以較直接的走線經舊肯特路（Old Kent Road）向東南延伸至新十字門站、劉易舍姆站，並於舊肯特路上設立兩座新車站；
- 選項1b：先繞經坎伯韋爾及佩卡姆，並分別於坎伯韋爾及佩卡姆黑麥設站，之後再向東延伸至新十字門、劉易舍姆站；
- 選項2：於劉易舍姆站繼續向東南延伸，並且經貝肯納姆交匯前往布羅姆利

2015年12月，倫敦交通局發表了諮詢結果，並指出逾15,000份意見當中，有96%支持興建延線。針對選項1a及1b，倫敦交通局指出由於選項1a的建造成本1b低，加上舊肯特路一帶有潛力發展25,000個新住宅，倫敦交通局屬意以選項1a作為最終定案。因此在2019年10月，倫敦交通局為貝克盧線延線詳細走線展開公眾諮詢時，途經坎伯韋爾的走線已不在諮詢方案中。

### 鐵路
丹麥山及拉夫堡交匯（Loughborough Junction）站均服務坎伯韋爾一帶地區。此外，佩卡姆黑麥及東達利奇站都相距坎伯韋爾綠地約1.5公里。上述車站都位於倫敦軌道運輸第2收費區。丹麥山站提供倫敦地上鐵、東南（Southeastern）及泰晤士連線列車服務，直達中倫敦、東倫敦、南倫敦及肯特郡等目的地。拉夫堡交匯站則主要提供泰晤士連線列車服務。
在丹麥山站，倫敦地上鐵直接連繫了坎伯韋爾西邊的克拉珀姆和巴特錫，以及東邊、東北邊的佩卡姆、加拿大塘、肖迪奇、白教堂和達爾斯頓。
在非繁忙時間，泰晤士連線的北行班次目前以黑衣修士站為總站；東行班次則前往七橡樹，並途經佩卡姆、卡特福德、布羅姆利等地。在繁忙時間，北行班次會續駛至韋林花園市，並途經芬斯伯里公園、新南門、新巴尼特及哈特菲爾德等地。
東南（Southeastern）的東行班次主要前往肯特郡的達特福德或吉林漢姆（繁忙時間部分班次續駛至多佛）。前往達特福德的列車會途經倫敦東南部的市鎮，如佩卡姆、劉易舍姆、貝克斯利希斯及布羅姆利。前往吉林漢姆的列車則主要途經布羅姆利及肯特郡西部，如斯旺利、格雷夫森德及查塔姆等地。
拉夫堡交匯站則主要提供來往聖奧爾本斯和瑟頓的泰晤士連線列車服務。其南行列車直接連繫了赫恩山、斯特雷特姆、圖廳、溫布頓、米查姆、瑟頓及南倫敦其他地方，北行列車則直接連繫了倫敦市、聖潘克拉斯、肯蒂什鎮、西漢普斯泰德等地。
在繁忙時間，該站亦會提供來往黑衣修士站和貝肯納姆交匯的東南列車服務。

### 巴士
倫敦巴士40、176、185及484號線均服務丹麥山站一帶地區。此外，倫敦巴士36、185、436、P5號及通宵路線N136號線則服務坎伯韋爾新路一帶。其中倫敦巴士36號線提供24小時服務，來往女王公園站及新十字車廠，並途經皇家橡（環線和漢默史密斯及城市線）、帕丁頓（環線、漢默史密斯及城市線、貝克盧線、區域線及伊利沙伯線）、石拱門（中央線）、海德公園角（皮卡迪利線）、維多利亞（環線、區域線、維多利亞線）、沃克斯霍爾（維多利亞線）及橢圓（北線），接駁了坎伯韋爾與伊利沙伯線、倫敦地鐵多條路線。

## 著名居民
- 伊妮德·布萊頓：英國1940年代的著名兒童文學家。
- 塔米·亞伯拉罕：尼日利亞裔英格蘭職業足球員。

## 當地相片

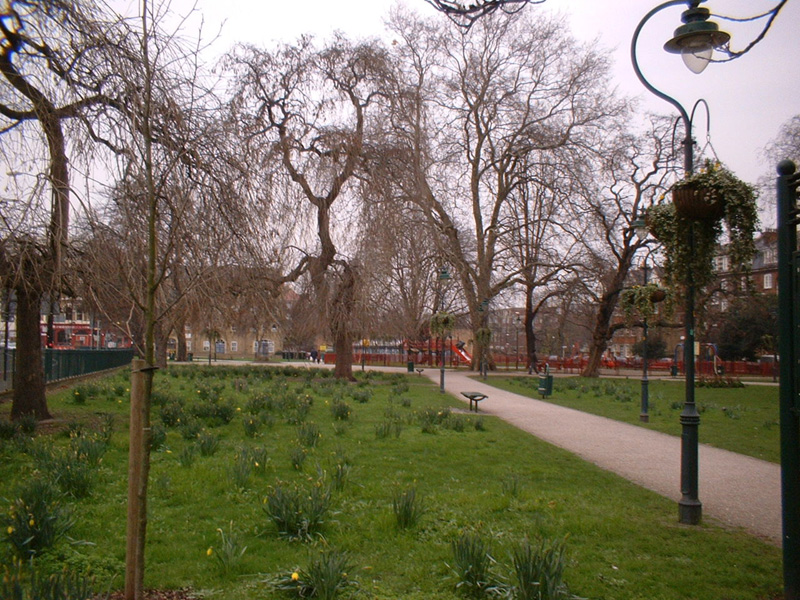
坎伯韋爾綠地，攝於2004年
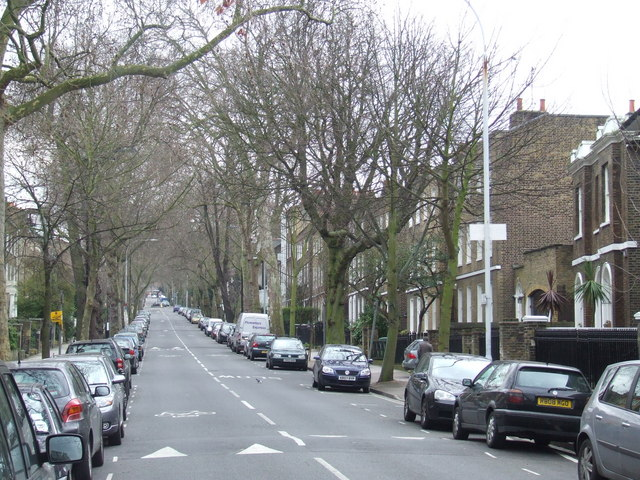
2010年時的坎伯韋爾樹叢路（Camberwell Grove）
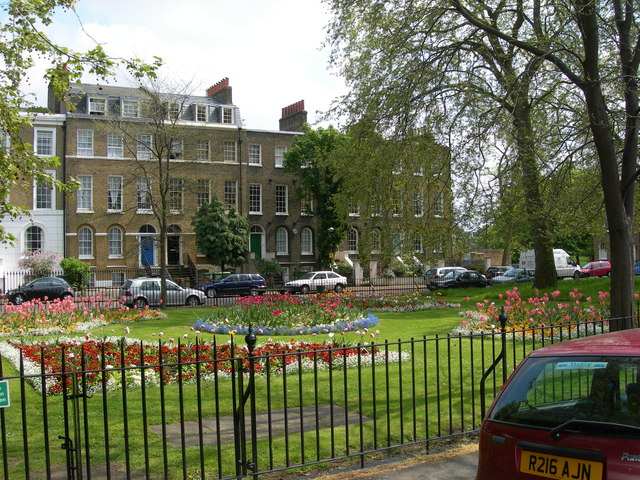
向東望及阿丁頓廣場（Addington Square）
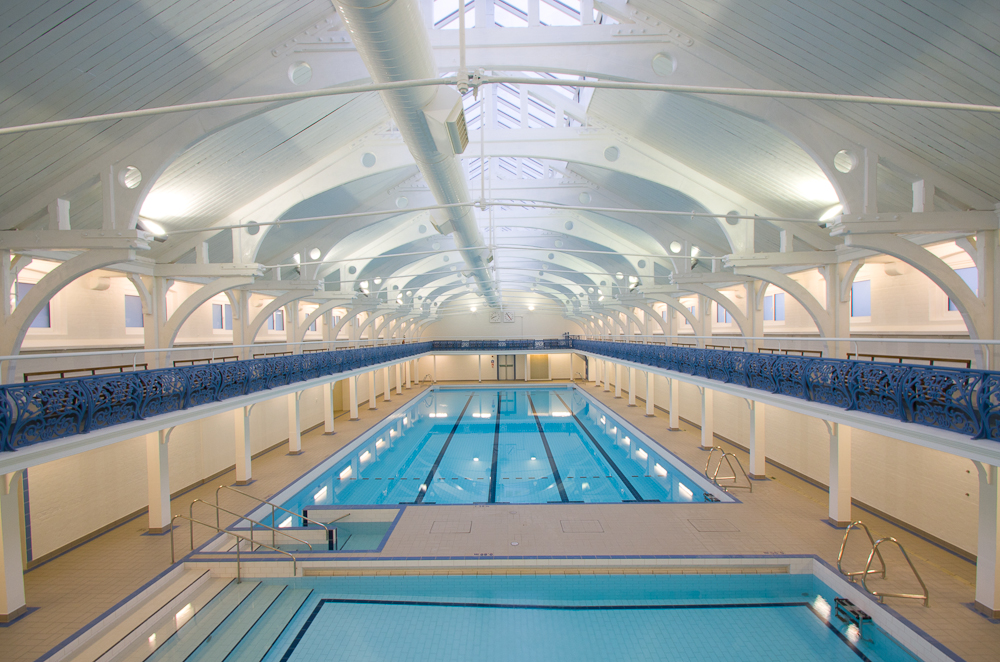
2011年翻新後的坎伯韋爾公共澡堂（現已成為體育中心）游泳池
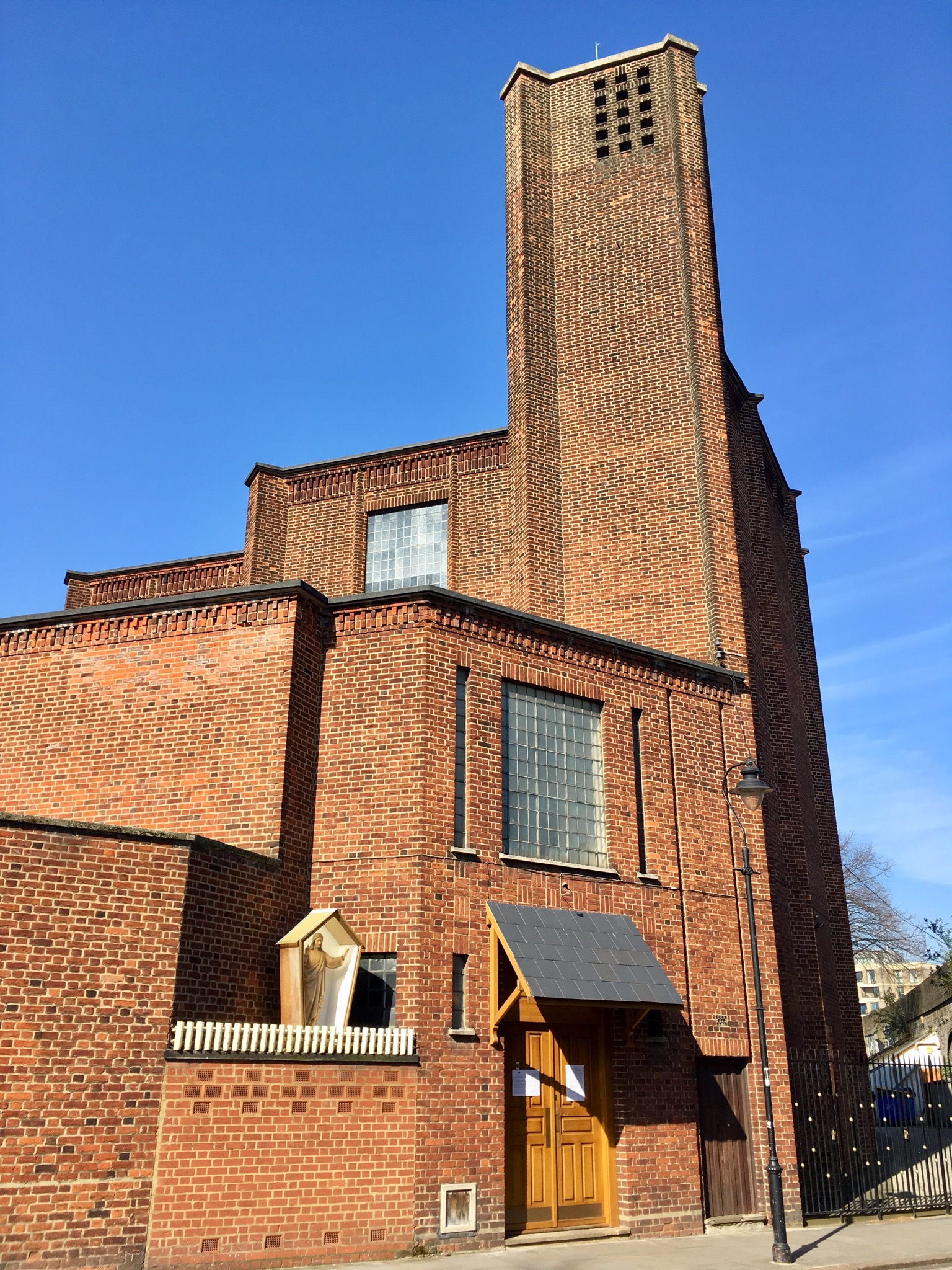
坎伯韋爾聖心教堂，2020年3月
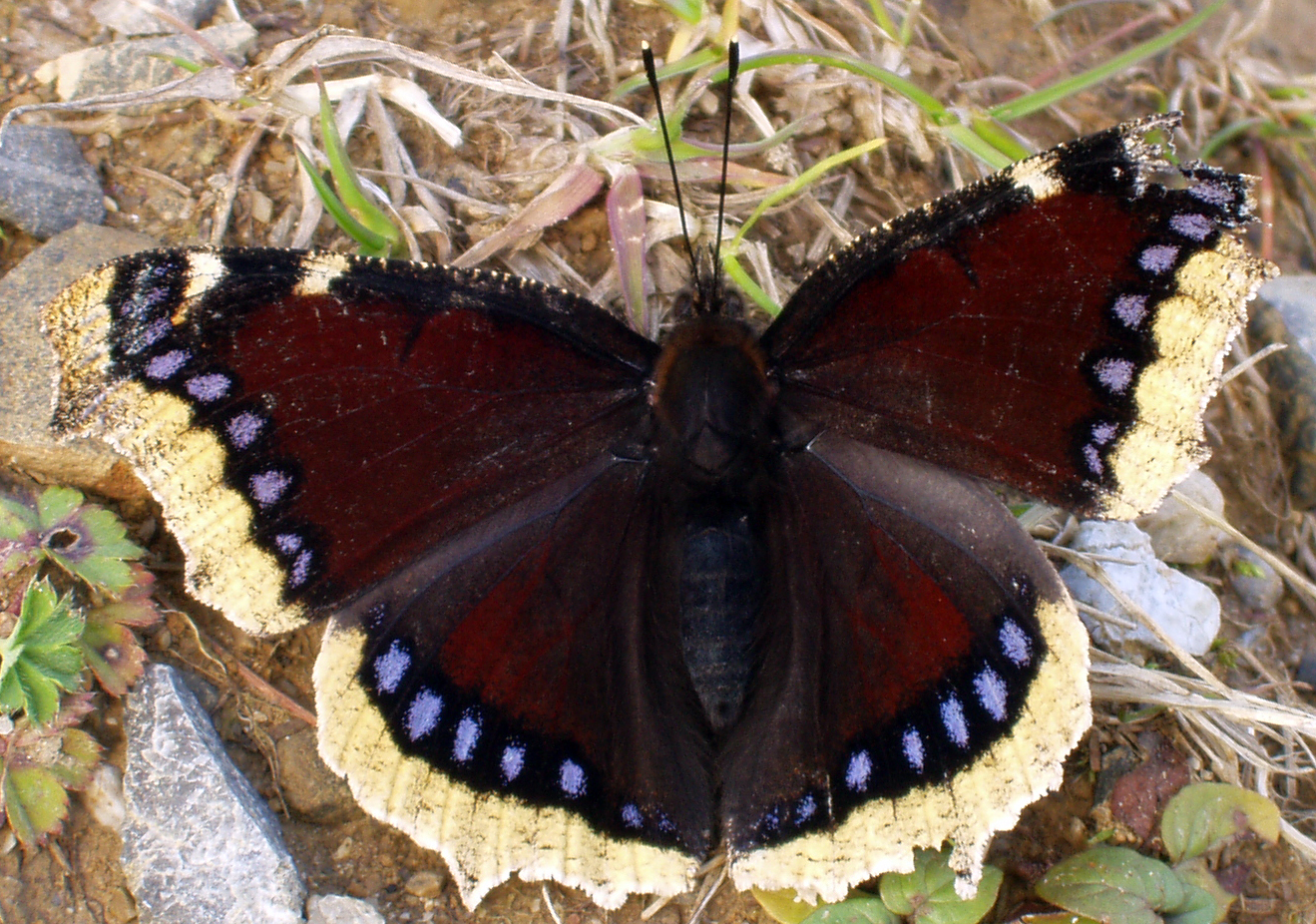
此蝴蝶被稱為坎伯韋爾麗人（Nymphalis antiopa），於1748年在坎伯韋爾冷港里被首次發現
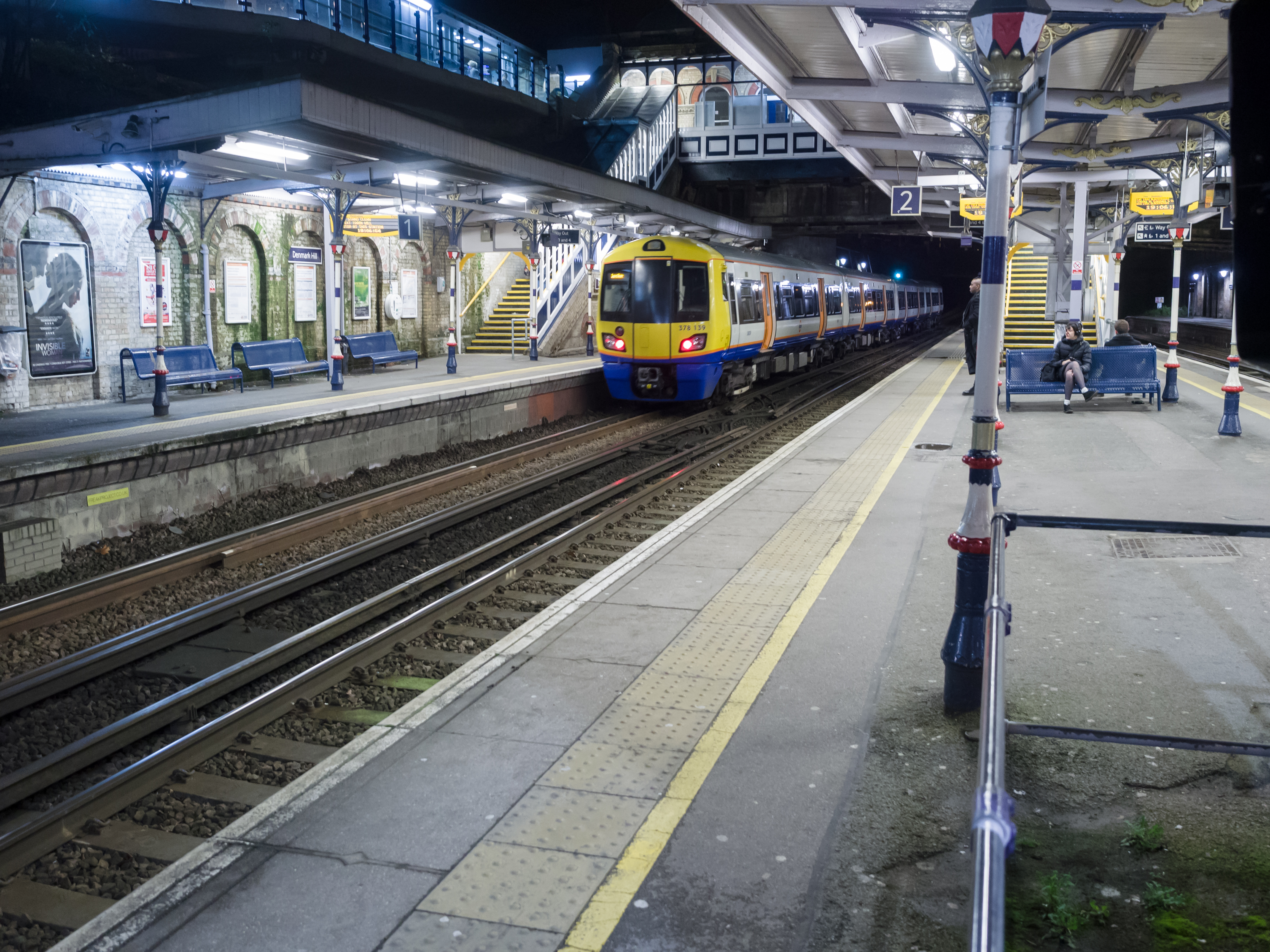
丹麥山站1、2號月台